# Салвадор на Светском првенству у атлетици на отвореном 2022.
Салвадор је учествовао на 18. Светском првенству у атлетици на отвореном 2022. одржаном у Јуџину од 15. до 25. јула осамнаести пут, односно учествовао је на свим првенствима до данас. Репрезентацију Салвадора представљао је 1 такмичар који се такмичио у трци на 400 метара са препанама.,
На овом првенству такмичар Салвадора није освојио ниједну медаљу, нити је постигао неки резултат.

## Учесници
Мушкарци:
- Пабло Андрес Ибанез — 400 м препоне

## Резултати

### Мушкарци
| Атлетичар           | Дисциплина    | Лични рекорд | Квалификације | Квалификације | Полуфинале           | Полуфинале           | Финале               | Финале       | Детаљи |
| Атлетичар           | Дисциплина    | Лични рекорд | Резултат      | Место         | Резултат             | Место                | Резултат             | Место        | Детаљи |
| ------------------- | ------------- | ------------ | ------------- | ------------- | -------------------- | -------------------- | -------------------- | ------------ | ------ |
| Пабло Андрес Ибанез | 400 м препоне | 49,96 НР     | 50,18 (.175)  | 5. у гр. 5    | Није се квалификовао | Није се квалификовао | Није се квалификовао | 24 / 35 (37) |        |